# (2909) Hoshi-no-ie
(2909) Hoshi-no-ie es un asteroide perteneciente al cinturón de asteroides, descubierto el 9 de mayo de 1983 por Sadao Sei desde Chrorin, Japón.

## Designación y nombre
Designado provisionalmente como 1983 JA. Fue nombrado Hoshi-no-ie alegóricamente por gusto del descubridor, que significa traducido del japonés “Casa de las estrellas”.